# Piedra Einang

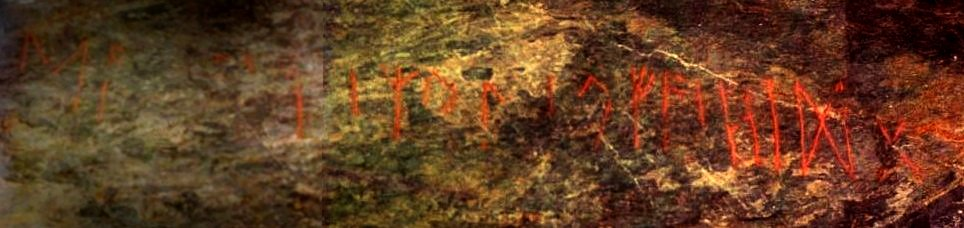
Fotografía de la inscripción.

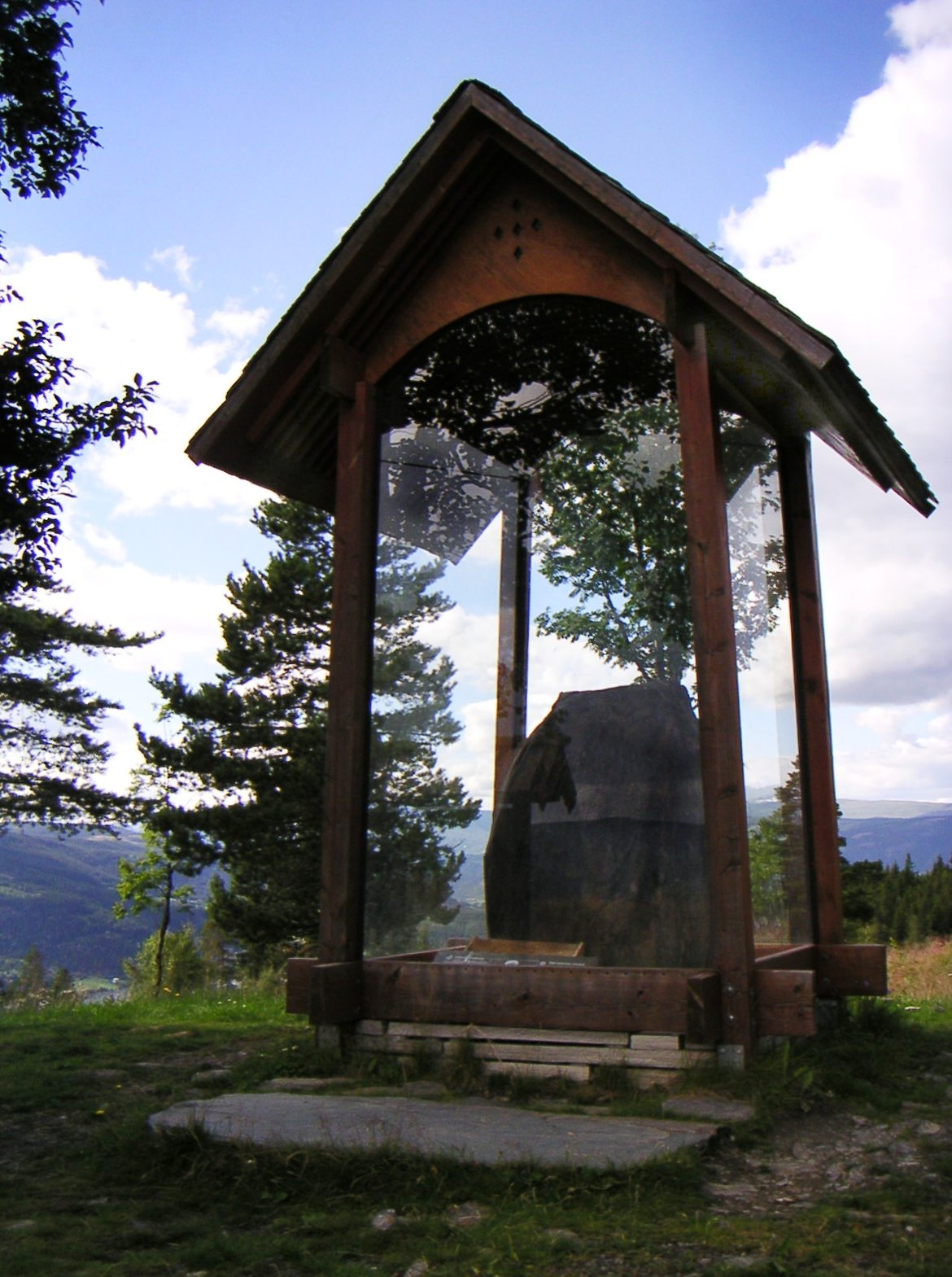
Localización en Vestre Slidre.

La piedra Einang (Einangsteinen) es una roca con caracteres rúnicos cerca de Fagernes, Noruega. Está escrita en proto-norso con caracteres futhark antiguos y datada en el siglo IV. Es la más antigua inscripción rúnica en su localización originaria, y probablementa la más antigua en mencionar el sustantivo runo, "runa", que probablemente, al aparecer en singular, tenga el sentido original de "secreto". 
La inscripción reza:
(Ek go)ðagastir runo faihido
Que puede traducirse por:
(Yo, Gu)dgjest tallé las runas
Las primeras cuatro letras se han perdido y se supone que el nombre del autor tuvo que ser GudagastiR, o similar.
La piedra Einang se localiza dentro del mausoleo Garberg.